# Ной-Изенбург
Ной-Изенбург (нем. Neu-Isenburg) — город в Германии, в земле Гессен. Подчиняется административному округу Дармштадт. Входит в состав района Оффенбах. Население составляет 36 034 человека (на 31 декабря 2010 года). Занимает площадь 24,29 км². Официальный код — 06 43 8 009.
Город подразделяется на 3 городских района.

## Галерея

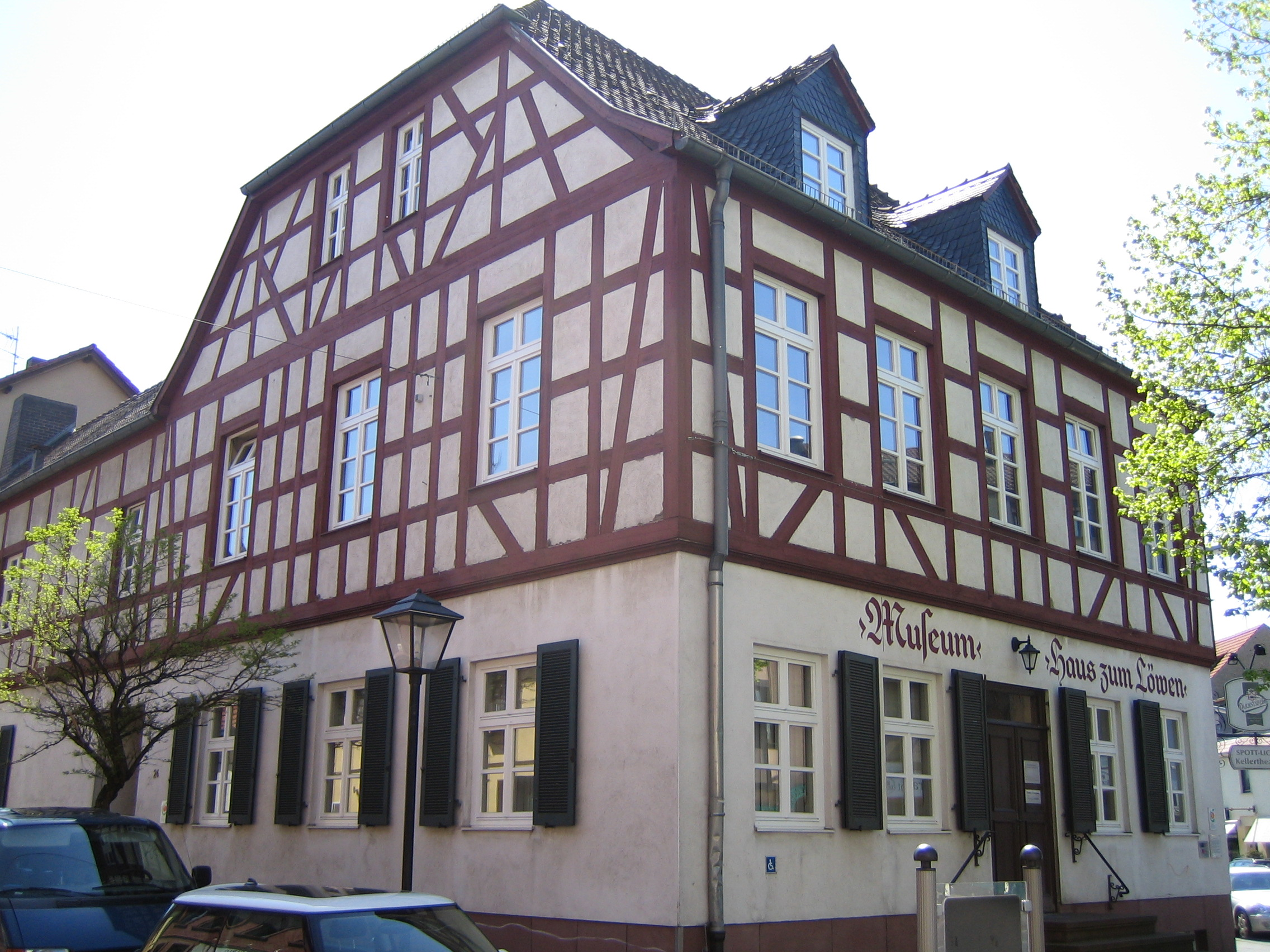
Городской музей
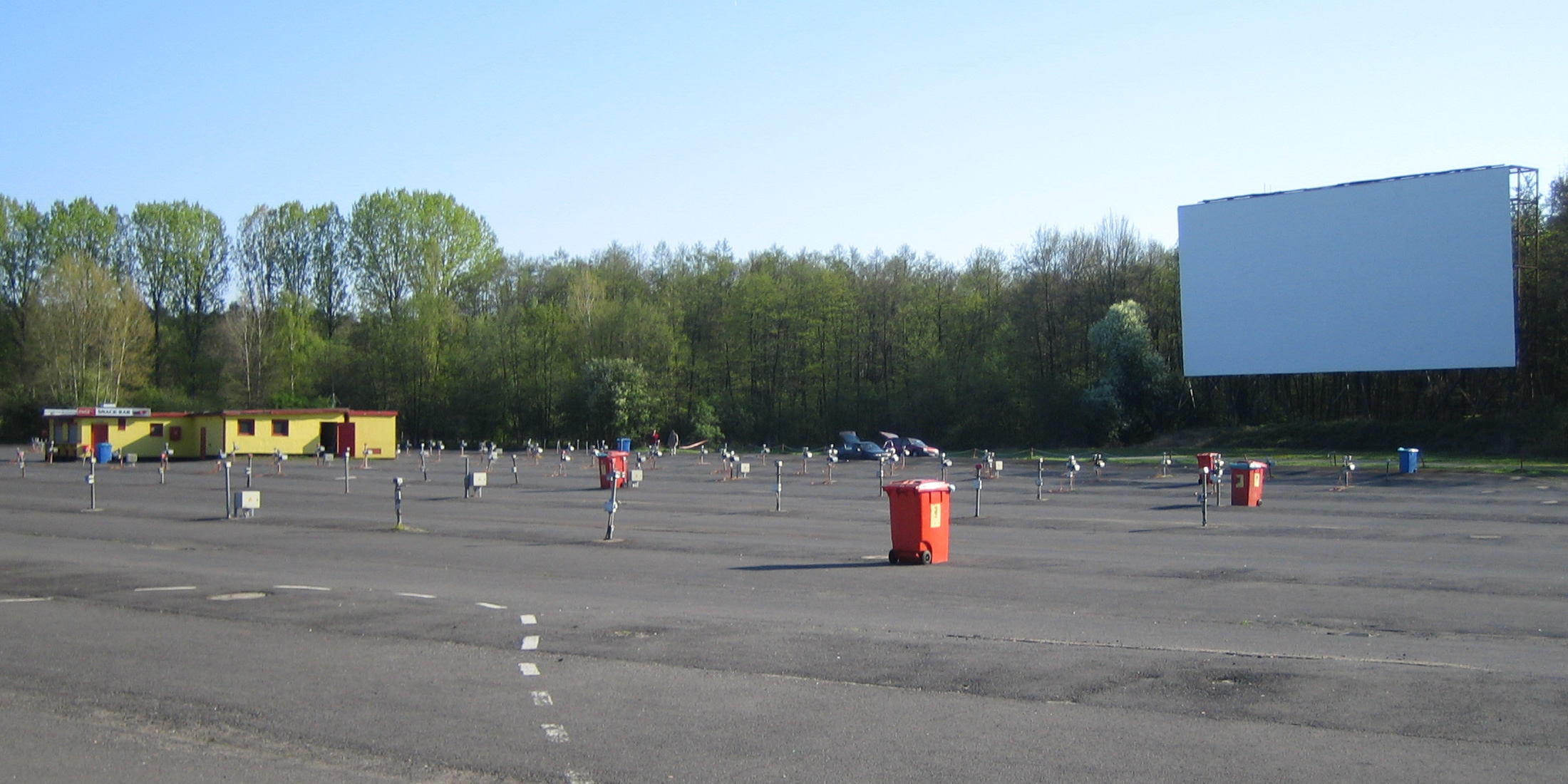
Кинотеатр для просмотра фильмов из автомобилей в Ной-Изенбурге (первый кинотеатр такого типа в Европе).